# 福井興七郎
福井 興七郎（ふくい こうひちろう、生没年不詳）は、安土桃山時代の地侍。因幡国気多郡勝部奥郷八葉寺村の人物。
天正8年（1580年）8月中旬、同村の長田肥前と落人を討ち取り吉川氏へ差し出して恩賞を得ようと共謀、一族の者30余人を率いて付近の山を捜索した。丁度、その頃長和田の十三日崩れで敗れ但馬国へ逃げ延びる途中であった山名氏豊らを発見、これを殺害した。
その時、興七郎は氏豊の従者・四宮源蔵に切り倒されたというがその生死は不明である。